# Hana Mandlíková
Hana Mandlíková (nacida el 19 de febrero de 1962, en Praga, Checoslovaquia) es una extenista profesional de la República Checa. Durante su carrera, ganó cuatro títulos individuales del Grand Slam: dos en el Abierto de Australia, uno en Roland Garros, y uno en el Abierto de Estados Unidos, el único que no pudo obtener fue el Campeonato de Wimbledon y por lo tanto no obtuvo el Grand Slam de carrera. Fue además finalista en otros cuatro torneos de Grand Slam y ganó un título de Grand Slam en dobles, el Abierto de Estados Unidos de 1989 formando pareja con Martina Navratilova.
Después de sufrir varias lesiones y también por falta de confianza, Mandlíková se retiró del tenis profesional a la edad de 28 años.

## Biografía
Mandlíková es hija de Vilem Mandlik, que fue finalista olímpico de los 100 metros por Checoslovaquia en 1956 y 1960.

## Carrera profesional

### Júnior
Mandlíková llamó por primera vez la atención en el mundo del tenis como jugadora júnior. En 1978, la Federación Internacional de Tenis publicó por primera vez los rankings mundiales para categoría júnior, y Mandlíková apareció como la primera número uno júnior de la historia del tenis.

### Profesional
Mandlíková conquistó su primer título individual del Grand Slam en el Abierto de Australia de 1980, derrotando a Wendy Turnbull en dos sets. Su segundo título llegó un año después en Roland Garros con una victoria en dos sets sobre Sylvia Hanika. Mandlíková también fue finalista en el US Open en 1980 y en 1982 y en Wimbledon en 1981, perdiendo en las tres finales con la tenista estadounidense Chris Evert.
En 1983, Mandlíková dirigió al equipo de Checoslovaquia al primero de tres títulos consecutivos de Copa Federación. 
En 1984, Mandlíková derrotó a Martina Navratilova en tres sets en la final del torneo de Oakland, finalizando así la racha de 54 partidos seguidos ganados por Navratilova. Tras aquella derrota, Navratilova encadenó una nueva racha de 74 partidos ganados, un récord que todavía se mantiene.
En 1985, Mandlíková ganó el título individual del US Open, al derrotar en la final a Navratilova en tres sets y superar en semifinales a Chris Evert. 
En 1986, Mandlíková, formando pareja con Wendy Turnbull, ganó el título de dobles en el Masters Femenino. En dicho torneo, derrotaron a las dos mejores parejas del momento, Navratilova y Pam Shriver en las semifinales y Claudia Kohde-Kilsch y Helena Suková en la final.  Mandlíková y Turnbull fueron también finalistas ante Navratilova y Shriver en Wimbledon y en el US Open de 1986. Mandlíková también perdería en la final individual de Wimbledon ese año ante Navratilova.
En 1987, Mandlíková ganó su cuarto y último título individual del Grand Slam tras derrotar a Navratilova en dos sets en la final del Abierto de Australia. Mandlíková y Navratilova, además,  formaron pareja en 1989 para ganar el título de dobles femeninos del US Open.
Mandlíková adquirió la nacionalidad australiana en 1988. Se retiró del tenis profesional en 1990, habiendo ganado 27 títulos individuales y 6 títulos de dobles. Llegaría a alcanzar el 2.º puesto de la clasificación mundial a lo largo de su carrera. 
Tras retirarse del circuito, Mandlíková cosechó también éxitos como entrenadora. Entrenó a la tenista checa Jana Novotná durante 9 años, en el transcurso de los cuales Novotna ganaría Wimbledon y alcanzaría el 2.º puesto de la clasificación mundial. Ambas tenistas se casaron en 1993 en el ayuntamiento de Sídney, aunque se separaron en 1999.
Mandlíková también ha capitaneado al equipo de la República Checa en Copa Federación.
Mandlíková entró en Salón Internacional de la Fama del tenis en 1994.

## Finales individuales del Grand Slam

### Títulos (4)
| Año  | Torneo                    | Contrincante        | Resultado     |
| 1980 | Abierto de Australia      | Wendy Turnbull      | 6-0, 7-5      |
| 1981 | Roland Garros             | Sylvia Hanika       | 6-2, 6-4      |
| 1985 | Abierto de Estados Unidos | Martina Navratilova | 7-6, 1-6, 7-6 |
| 1987 | Abierto de Australia (2)  | Martina Navratilova | 7-5, 7-6      |

### Finalista (4)
| Año  | Torneo    | Contrincante        | Resultado     |
| 1980 | US Open   | Chris Evert         | 5-7, 6-1, 6-1 |
| 1981 | Wimbledon | Chris Evert         | 6-2, 6-2      |
| 1982 | US Open   | Chris Evert         | 6-3, 6-1      |
| 1986 | Wimbledon | Martina Navratilova | 7-6, 6-3      |

## Títulos individuales (27)
| Torneos grandes |
| --------------- |
| Grand Slams (4) |

| Títulos por superficie |
| Dura (4)               |
| Tierra (4)             |
| Hierba (7)             |
| Moqueta (12)           |

| No. | Fecha                    | Torneo                    | Superficie  | Contrincante        | Resultado           |
| 1.  | 26 de febrero de 1978    | Milán                     | Tierra      | Hana Strachonová    | 7–5, 6–2            |
| 2.  | 15 de octubre de 1978    | Barcelona                 | Tierra      | Sabina Simmonds     | 6–1, 5–7, 6–3       |
| 3.  | 4 de febrero de 1979     | Montreal                  | Cemento     | Leslie Allen        | 7–6, 6–2            |
| 4.  | 22 de julio de 1979      | Kitzbühel                 | Tierra      | Sylvia Hanika       | 2–6, 7–5, 6–3       |
| 5.  | 2 de diciembre de 1979   | Melbourne                 | Hierba      | Wendy Turnbull      | 6–3, 6–2            |
| 6.  | 16 de diciembre de 1979  | Adelaida                  | Hierba      | Virginia Ruzici     | 7–5, 2–2 (ret.)     |
| 7.  | 23 de diciembre de 1979  | Sídney                    | Hierba      | Bettina Bunge       | 6–3, 3–6, 6–3       |
| 8.  | 24 de agosto de 1980     | Mahwah                    | Cemento     | Andrea Jaeger       | 6–7(0), 6–2, 6–2    |
| 9.  | 28 de septiembre de 1980 | Atlanta                   | Moqueta     | Wendy Turnbull      | 6–3, 7–5            |
| 10. | 2 de noviembre de 1980   | Estocolmo                 | Moqueta     | Bettina Bunge       | 6–2, 6–2            |
| 11. | 16 de noviembre de 1980  | Ámsterdam                 | Moqueta     | Virginia Ruzici     | 5–7, 6–2, 7–5       |
| 12. | 30 de noviembre de 1980  | Abierto de Australia      | Hierba      | Wendy Turnbull      | 6–0, 7–5            |
| 13. | 14 de diciembre de 1980  | Adelaida                  | Hierba      | Sue Barker          | 6–2, 6–4            |
| 14. | 22 de febrero de 1981    | Houston                   | Cemento     | Bettina Bunge       | 6–4, 6–4            |
| 15. | 6 de junio de 1981       | Roland Garros             | Tierra      | Sylvia Hanika       | 6–2, 6–4            |
| 16. | 30 de agosto de 1981     | Mahwah                    | Cemento     | Pam Casale          | 6–2, 6–2            |
| 17. | 8 de enero de 1984       | Washington                | Moqueta     | Zina Garrison       | 6–1, 6–1            |
| 18. | 15 de enero de 1984      | Oakland                   | Moqueta     | Martina Navratilova | 7–6(6), 3–6, 6–4    |
| 19. | 5 de febrero de 1984     | Houston                   | Moqueta     | Manuela Maleeva     | 6–4, 6–2            |
| 20. | 25 de marzo de 1984      | Dallas                    | Moqueta     | Kathy Jordan        | 7–6(3), 3–6, 6–1    |
| 21. | 2 de abril de 1984       | Boston                    | Moqueta     | Helena Suková       | 7–5, 6–0            |
| 22. | 24 de febrero de 1985    | Oakland                   | Moqueta     | Chris Evert         | 6–2, 6–4            |
| 23. | 9 de marzo de 1985       | Princeton                 | Moqueta     | Catarina Lindqvist  | 6–3, 7–5            |
| 24. | 7 de septiembre de 1985  | Abierto de Estados Unidos | Cemento     | Martina Navratilova | 7–6(3), 1–6, 7–6(2) |
| 25. | 4 de enero de 1987       | Brisbane                  | Hierba      | Pam Shriver         | 6–2, 2–6, 6–4       |
| 26. | 24 de enero de 1987      | Abierto de Australia      | Hierba      | Martina Navratilova | 7–5, 7–6(1)         |
| 27. | 29 de marzo de 1987      | Washington                | Moqueta (I) | Barbara Potter      | 6–4, 6–2            |

### Dobles (19)
Grand Slam events in boldface.
| - 1979: Adelaida (con Virginia Ruzici) - 1980: Perugia (con Renáta Tomanová) - 1980: Filderstadt (con Betty Stöve) - 1980: Ámsterdam (con Betty Stöve) - 1984: Marco Island (con Helena Suková) - 1984: Hilton Head (con Claudia Kohde-Kilsch) - 1984: Orlando (con Claudia Kohde-Kilsch) - 1985: Oakland (con Wendy Turnbull) - 1985: Amelia Island (con Rosalyn Fairbank) - 1985: Filderstadt (con Pam Shriver) | - 1985: Zürich (con Andrea Temesvári) - 1985: Sydney (con Wendy Turnbull) - 1986: Oakland (con Wendy Turnbull) - 1986: Virginia Slims Championships (con Wendy Turnbull) - 1987: Brisbane (con Wendy Turnbull) - 1987: San Francisco (con Wendy Turnbull) - 1989: Indian Wells (con Pam Shriver) - 1989: Hilton Head (con Martina Navratilova) - 1989: US Open (con Martina Navratilvoa) |

## Trayectorias en los torneos de Grand Slam
| Año  | Abierto de Australia | Roland Garros | Wimbledon | US Open   |
| ---- | -------------------- | ------------- | --------- | --------- |
| 1978 | -                    | 2.ª ronda     | -         | 3.ª ronda |
| 1979 | Cuartos              | Cuartos       | 4.ª ronda | 2.ª ronda |
| 1980 | Ganadora             | Semifinal     | 4.ª ronda | Final     |
| 1981 | Cuartos              | Ganadora      | Final     | Cuartos   |
| 1982 | 2.ª ronda            | Semifinal     | 2.ª ronda | Final     |
| 1983 | 2.ª ronda            | Cuartos       | 4.ª ronda | Cuartos   |
| 1984 | -                    | Semifinal     | Semifinal | Cuartos   |
| 1985 | Semifinal            | Cuartos       | 3.ª ronda | Ganadora  |
| 1986 | -                    | Semifinal     | Final     | 4.ª ronda |
| 1987 | Ganadora             | 2.ª ronda     | -         | 4.ª ronda |
| 1988 | Cuartos              | 2.ª ronda     | 3.ª ronda | -         |
| 1989 | 4.ª ronda            | 1.ª ronda     | 4.ª ronda | 3.ª ronda |
| 1990 | 3.ª ronda            | -             | 2.ª ronda | -         |

- Datos: Q255011
- Multimedia: Hana Mandlíková / Q255011